# Оборона Севастополя (панорама)
Панорама «Оборо́на Севасто́поля» — музей-панорама, посвящённый первой обороне Севастополя (1854—1855).

## Исторические события
В середине XIX столетия под Севастополем решалась судьба Крымской войны. Англия и Франция пытались вытеснить Россию с Балканского полуострова и бассейна Чёрного моря. Одиннадцать долгих месяцев отборные силы противника, имея численный перевес и преимущество в вооружении, стояли у стен Севастополя, прежде чем им удалось взять город. В марте 1856 года был заключён Парижский мирный договор, который не принёс полной победы ни одной из воюющих сторон.

## Создание
Автор панорамы, основоположник русского панорамного искусства, профессор класса батальной живописи Петербургской Академии художеств Франц Алексеевич Рубо, положил в основу произведения самый яркий эпизод севастопольской эпопеи — бой на Малаховом кургане 6 (18) июня 1855 года. В этот день 75-тысячная русская армия успешно отразила натиск 173-тысячного англо-французского войска.
Главным героем сражения Ф. А. Рубо считал народ, в прославлении его подвига он и видел основную свою задачу. Работу над панорамой художник начал в 1901 году. Приехав в Севастополь, он изучал исторические документы, знакомился с местами боев, беседовал с участниками и очевидцами событий, а затем в Петербурге создал эскиз картины. Огромное живописное полотно (14 м × 115 м) писалось в Мюнхене с помощью художников Шенхена, Мерте, Фроша и 20 студентов Баварской академии художеств. Одновременно велась работа над созданием натурного плана площадью 1610 м².
Летом 1904 года произведение доставили в Севастополь, а 14 мая 1905 года, к 50-летию героической обороны города, панорама была открыта для всеобщего обозрения. Одними из первых её посетителей были ветераны севастопольских сражений, которых удивила и растрогала доподлинность воспроизведённых событий.

## Размещение панорамы
Проект здания принадлежит военному инженеру Фридриху-Оскару Энбергу. Это была гордость военного инженера, ведь к производству был принят его внеконкурсный проект.
27 февраля 1902 г. член Комитета по восстановлению памятников севастопольской обороны полковник А. М. Зайончковский в докладной записке графу И. И. Толстому, вице-президенту Императорской Академии художеств, сообщал:

«Имею честь препроводить Вам согласно Вашему желанию, присланный мне подполковником Энбергом эскиз здания панорамы с обозначением главных размеров.»
31 июля 1902 г. Император Николай II утвердил проект Ф.-О. Энберга.
Когда севастопольская панорама была открыта, полковник Ф.-О. Энберг несколько раз назначался «временно надсматривающим за панорамой» и расписывался в книге кассира панорамы.
Несмотря на то, что на панораме изображён вид с Малахова кургана, здание панорамы расположено в другом ключевом месте обороны города — на Четвёртом бастионе. На этом бастионе принимал участие в обороне Л. Н. Толстой в возрасте 28 лет.
Одной из необычных особенностей здания панорамы является круговое окно на куполе, предназначенное для обеспечения естественного освещения внутри.

## Спасение панорамы в годы второй обороны Севастополя
25 июня 1942 года во время бомбардировки и артиллерийского обстрела в здание панорамы попали бомбы. Загорелось живописное полотно. Борьба за спасение картины длилась около двух часов. Только героическими усилиями моряков-черноморцев и солдат, бросившихся в огонь, удалось спасти 86 отдельных частей картины. Ночью 27 июня уцелевшие фрагменты произведения были погружены на последний корабль, прорвавшийся в осаждённый город — лидер эсминцев «Ташкент». На его борту разместились также 2000 человек — раненые, женщины и дети. В невероятно трудных условиях, под непрекращающейся бомбёжкой немецких самолётов, героическому экипажу корабля во главе с его командиром В. Н. Ерошенко удалось доставить людей и ценный груз в Новороссийск. Но трюмы, где находились фрагменты картины, оказались затоплены. Затем с приближением фронта к Новороссийску полотно эвакуировали в Кустанай, оттуда ввиду отсутствия условий для хранения перевезли в Новосибирск, в конце 1943 года доставили в Третьяковскую галерею. Там специальной комиссией было установлено, что из полотна общей площадью 1610 м² спасены две трети картины площадью 1116 м², но состояние полотна (оно было разрезано на 86 фрагментов, на уцелевших фрагментах имелось около 6000 повреждений, не считая следов грязи) исключало возможность его реставрации.

## Восстановление панорамы
Сразу же после окончания войны возрождение панорамы было включено в пятилетний план восстановления и развития народного хозяйства СССР. Эта почётная миссия возлагалась на группу художников под руководством академика живописи В. Н. Яковлева. После его смерти группу возглавил академик живописи П. П. Соколов-Скаля. В состав творческого коллектива входили профессор П. М. Шухмин, один из старейших мастеров панорамной живописи Н. Г. Котов, художники Б. Н. Беляев, В. И. Гранди, Г. А. Захаров, Б. Г. Коржевский, Б. Н. Котов, Б. Ю. Лоран, Е. И. Лобанов, А. П. Мерзляков, В. Е. Памфилов, Н. И. Плеханов, А. П. Романов, А. Ф. Суханов, Н. К. Соломин, Ю. Н. Трузе-Терновская и Н. И. Фирсов. Научную консультацию осуществляли адмирал флота Советского Союза профессор И. С. Исаков и кандидат военных наук А. Н. Кузьмин. Советские художники восстанавливали панораму на основании реставрированных фрагментов, фотографий, авторских этюдов, старых буклетов и других сохранившихся документов. Они стремились наиболее полно и правдиво изобразить военную обстановку, в которой происходили события, чётко передать севастопольский пейзаж. Как и Франц Рубо, они непосредственно с Малахова кургана сделали большое количество зарисовок и этюдов, впоследствии составивших точный композиционный рисунок панорамы. В процессе работы рождалось много новых художественных решений. Предметный план был обогащён жанровыми сценами «Кок в землянке», «Денщик у бочки с водой». Несколькими новыми эпизодами пополнилось и живописное полотно.
К 100-летию первой героической обороны Севастополя, 16 октября 1954 года, панорама вновь была открыта.
В наружных нишах здания музея-панорамы были установлены мраморные бюсты героев обороны Севастополя: Корнилова, Нахимова, Истомина, Панфилова, Новосильского, Бутакова, Хрулёва, Мельникова, Толстого, Пирогова, Кошки, Шевченко, Михайловой.

## Галерея

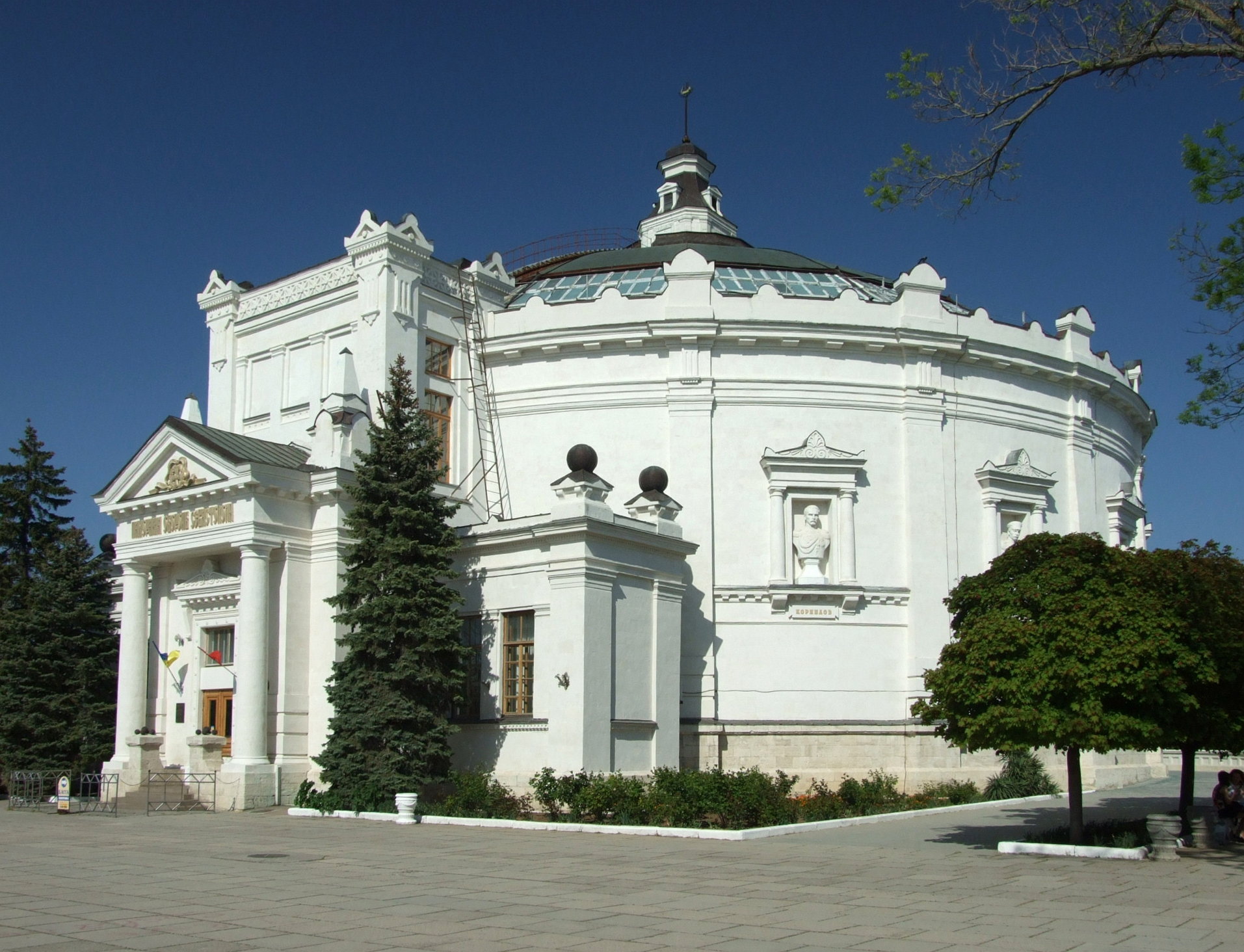
Музей-панорама
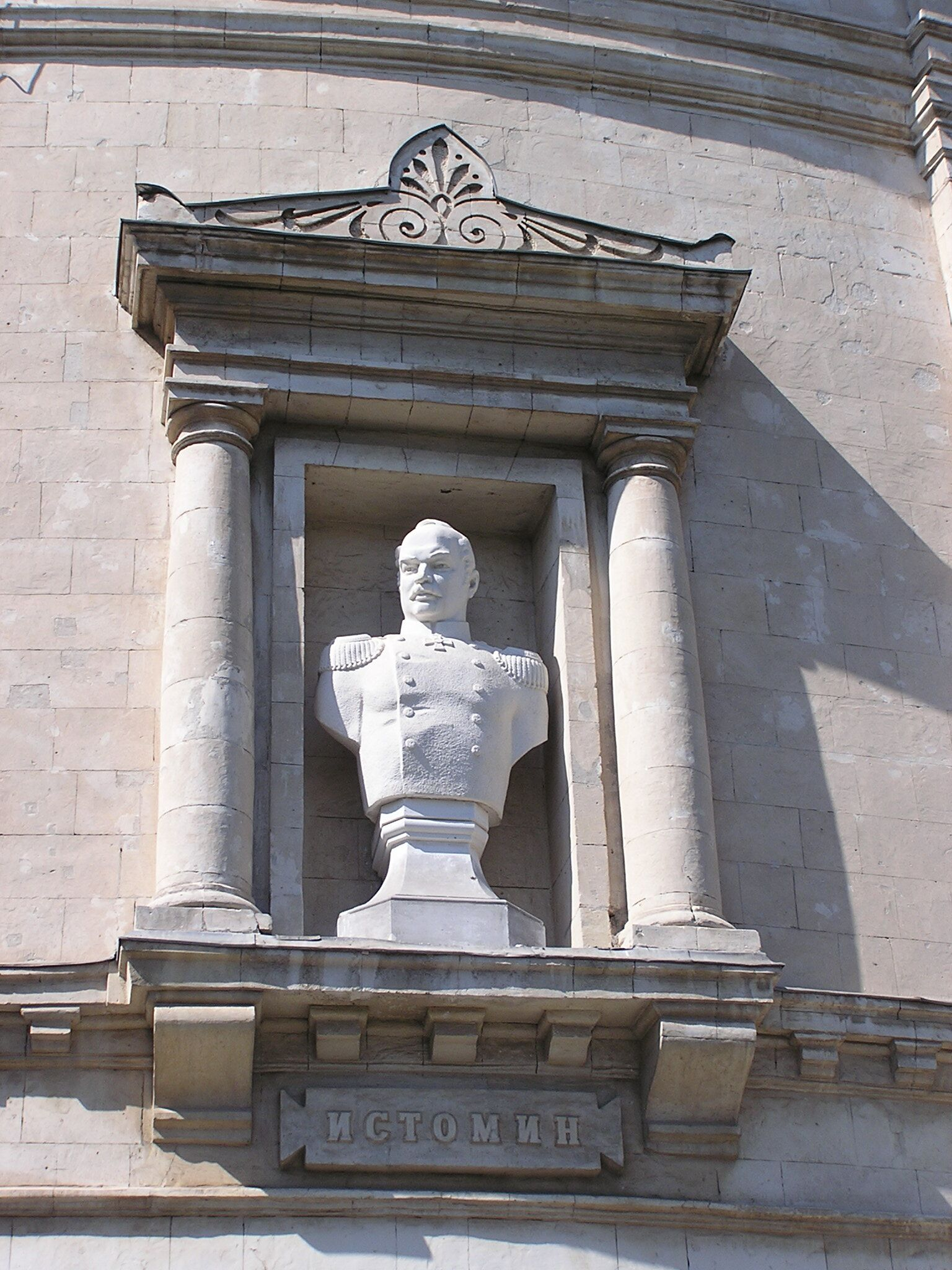
Бюст Истомина
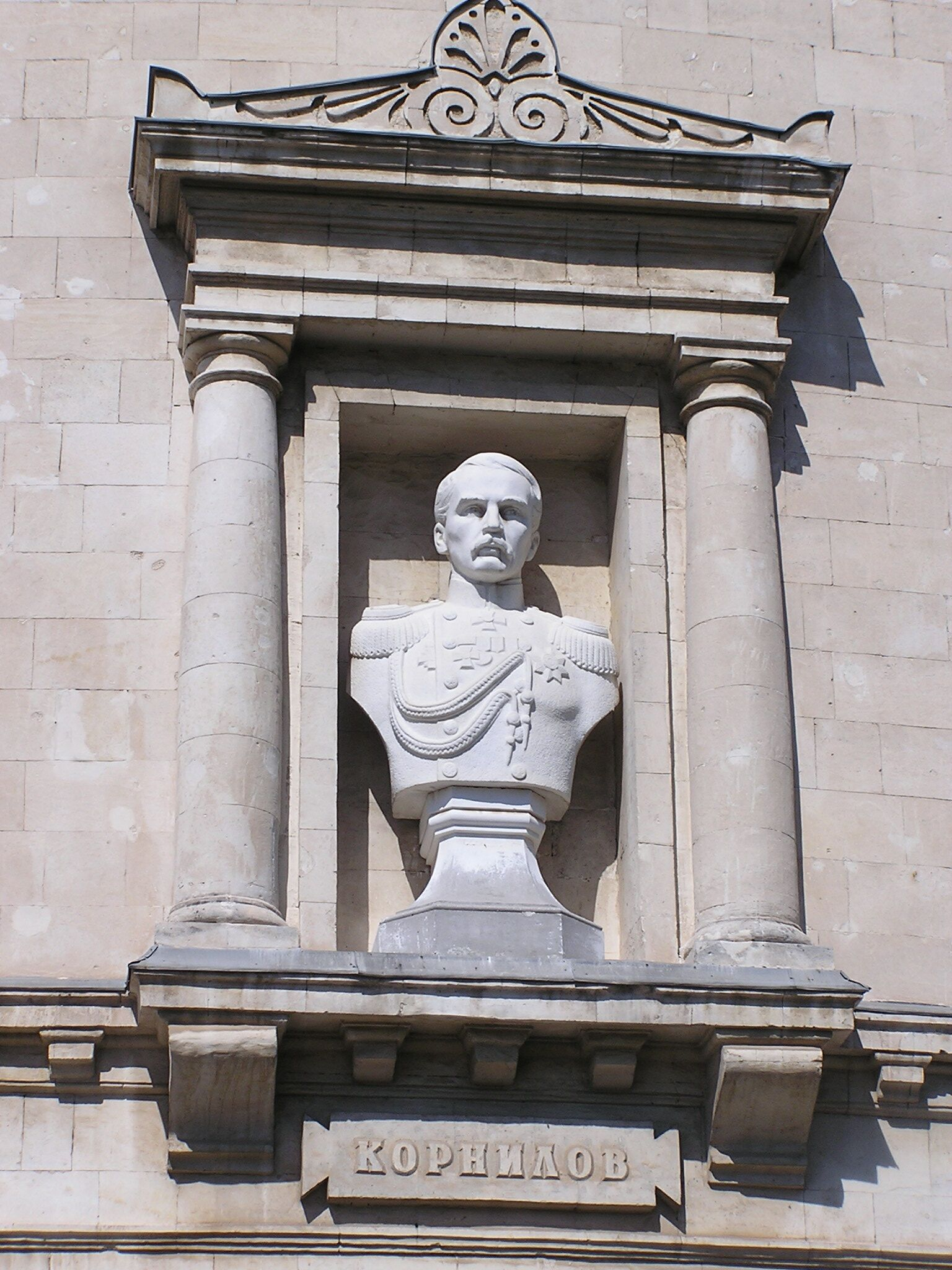
Бюст Корнилова (автор Нина Петрова)
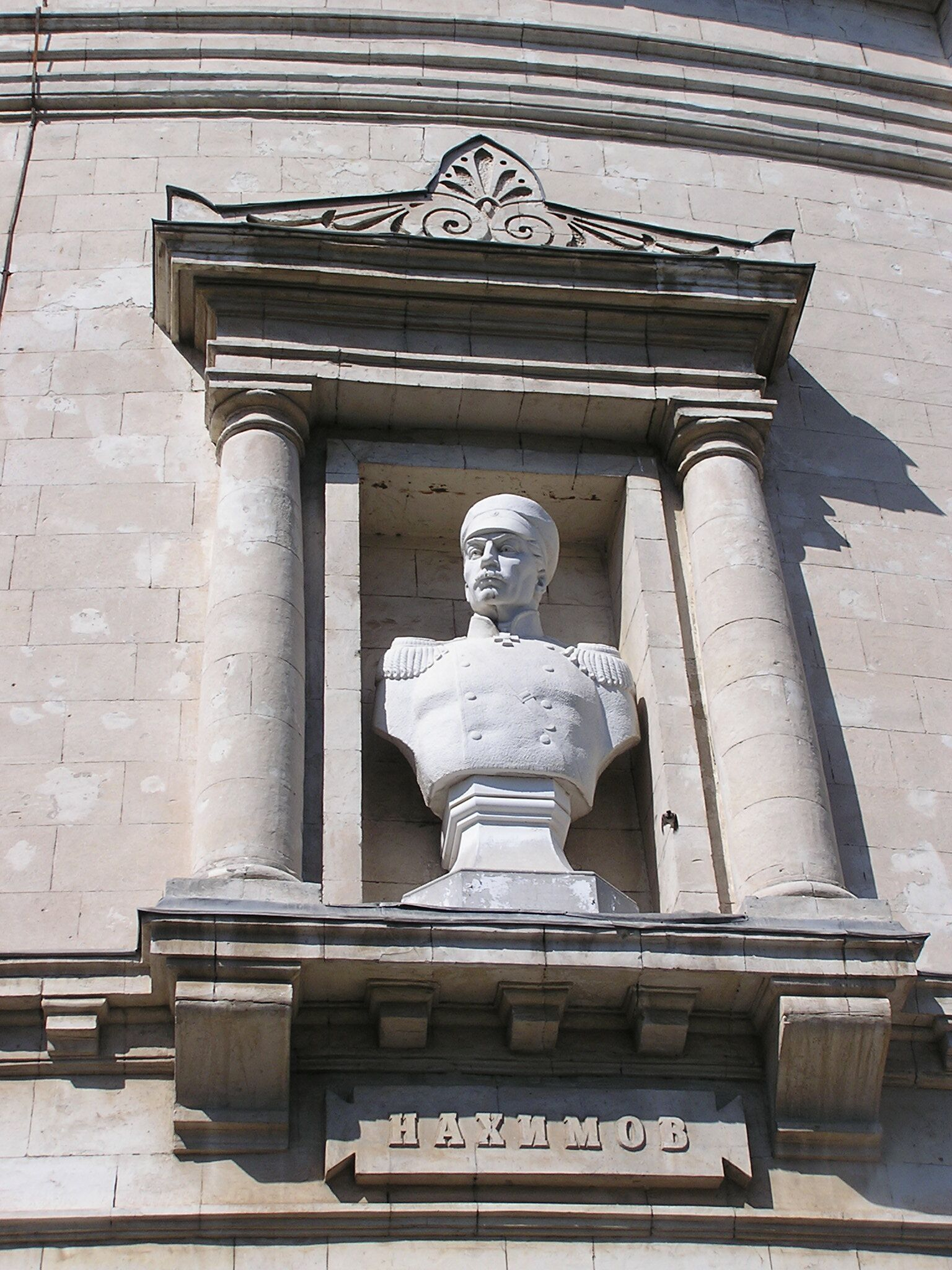
Бюст Нахимова (автор Н. Петрова)
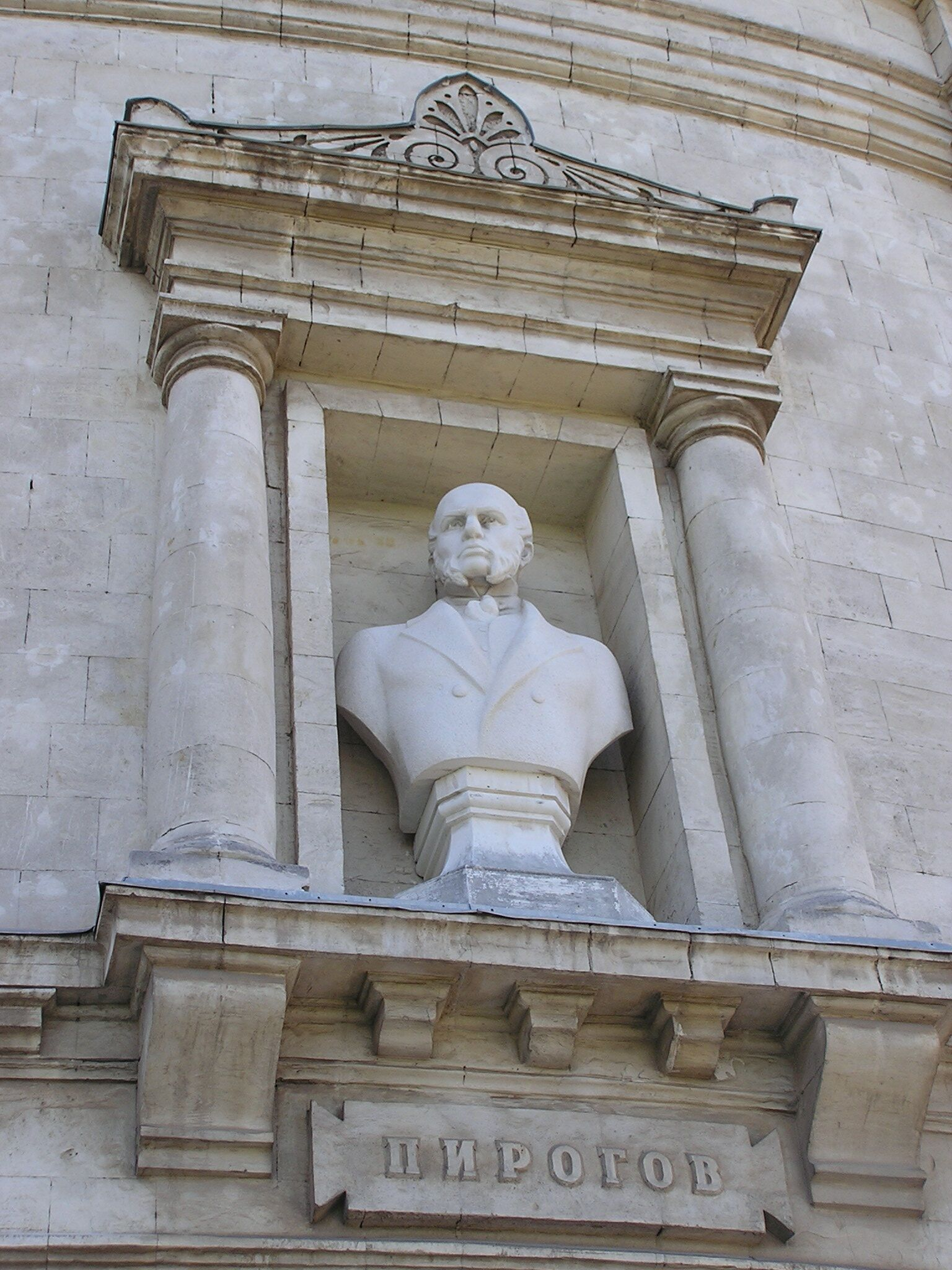
Бюст Пирогова
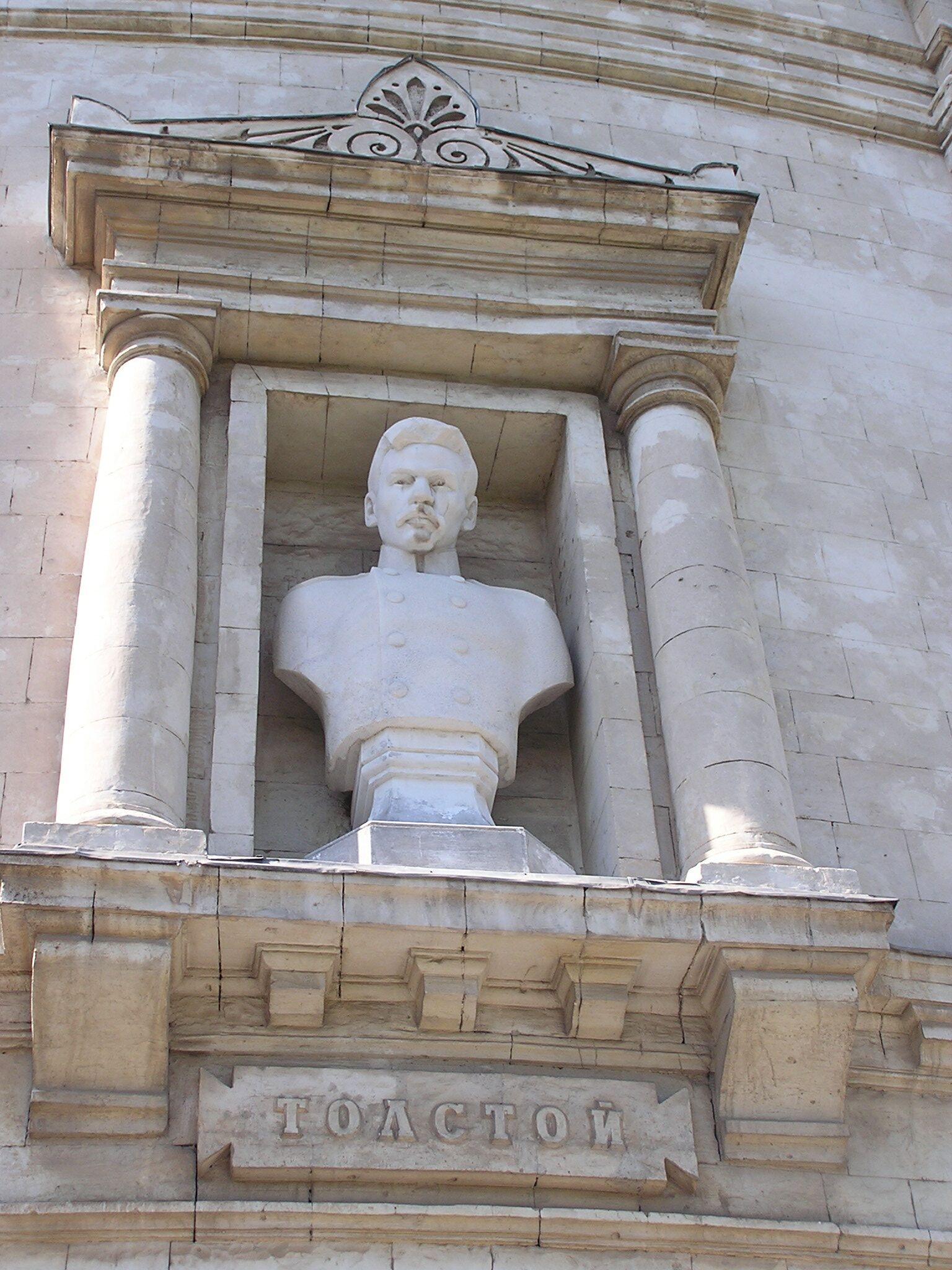
Бюст Толстого (автор Н. Петрова)
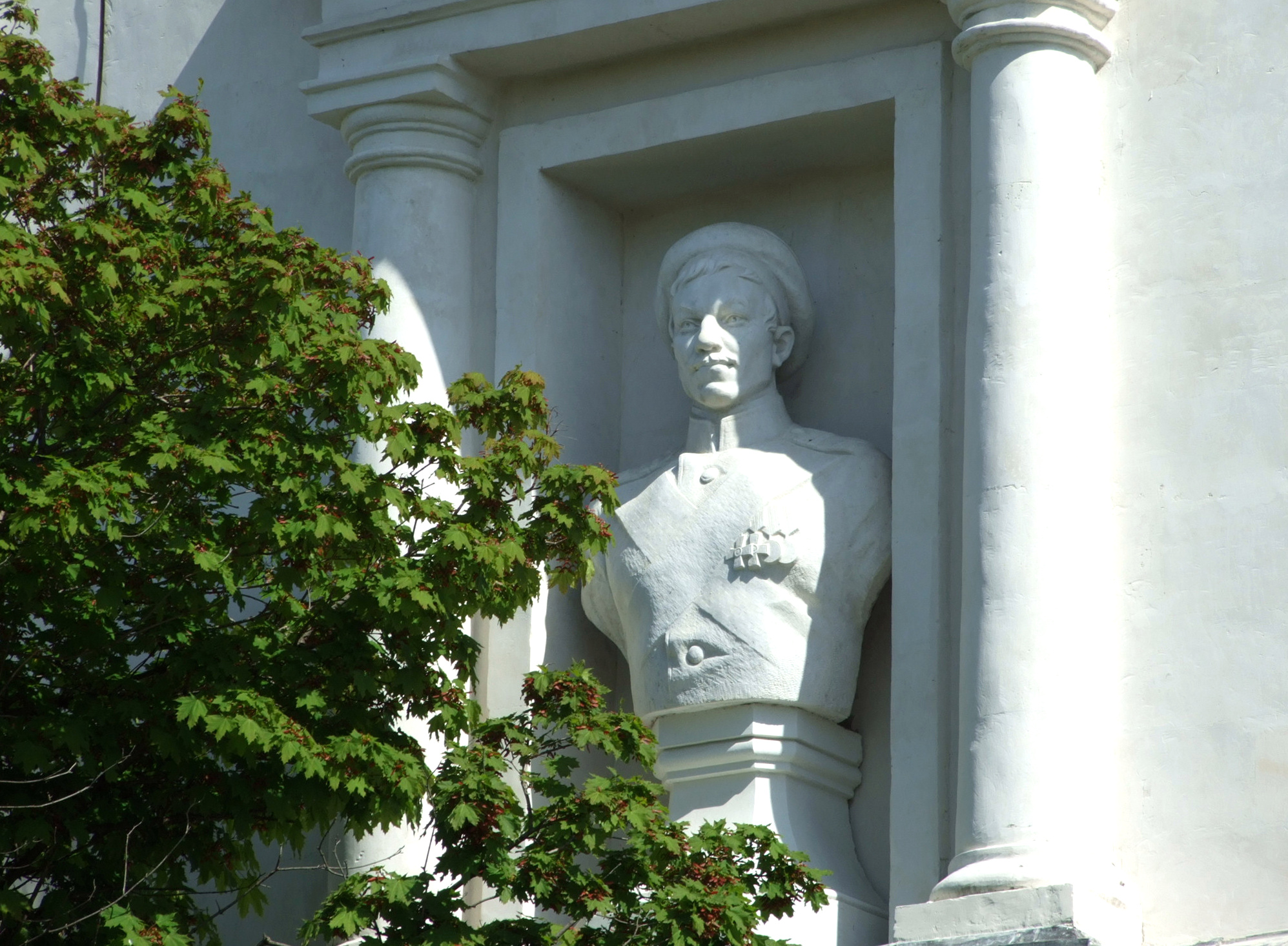
Бюст матроса Кошки
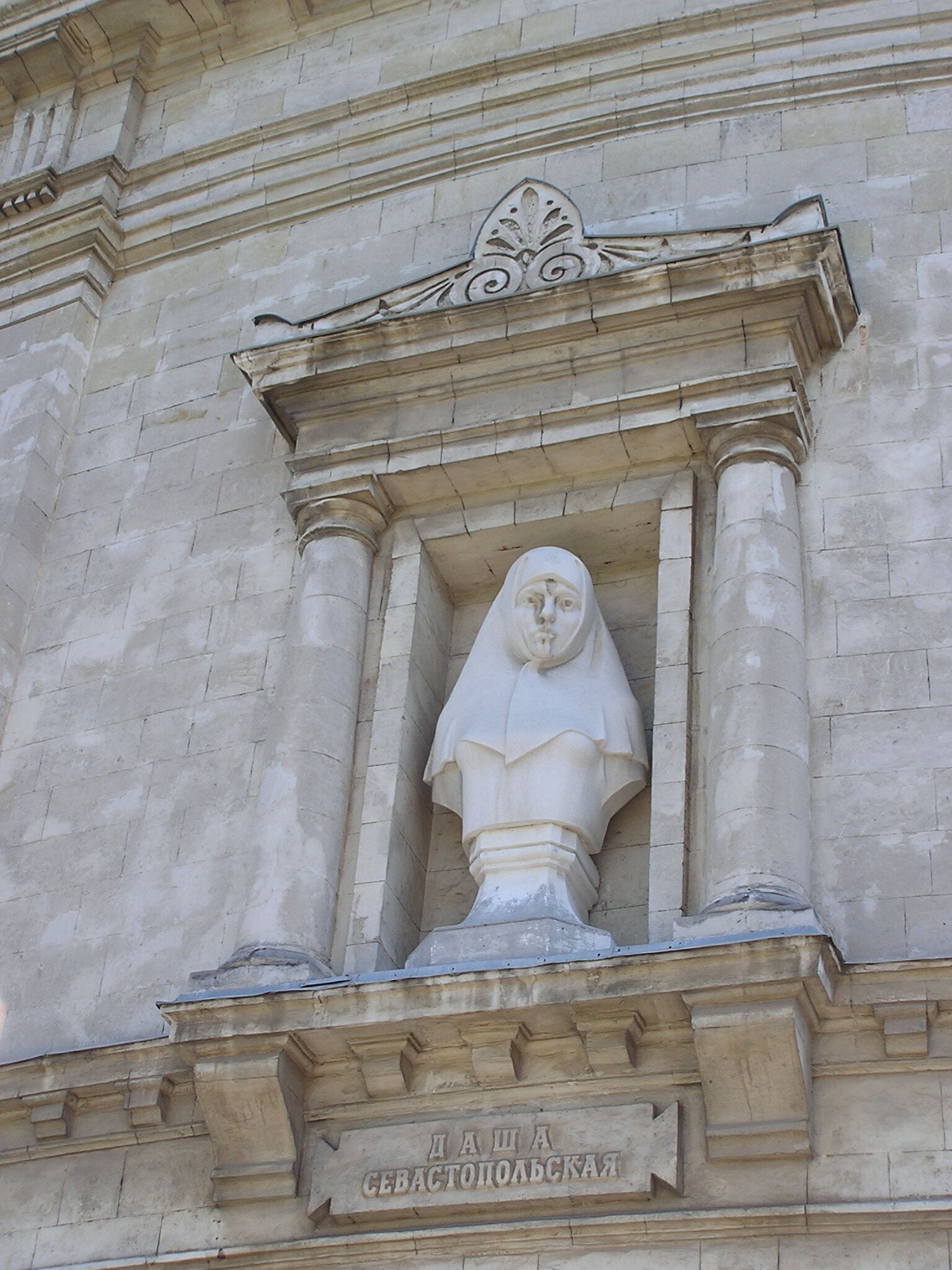
Даша Севастопольская (автор Владимир Петренко)
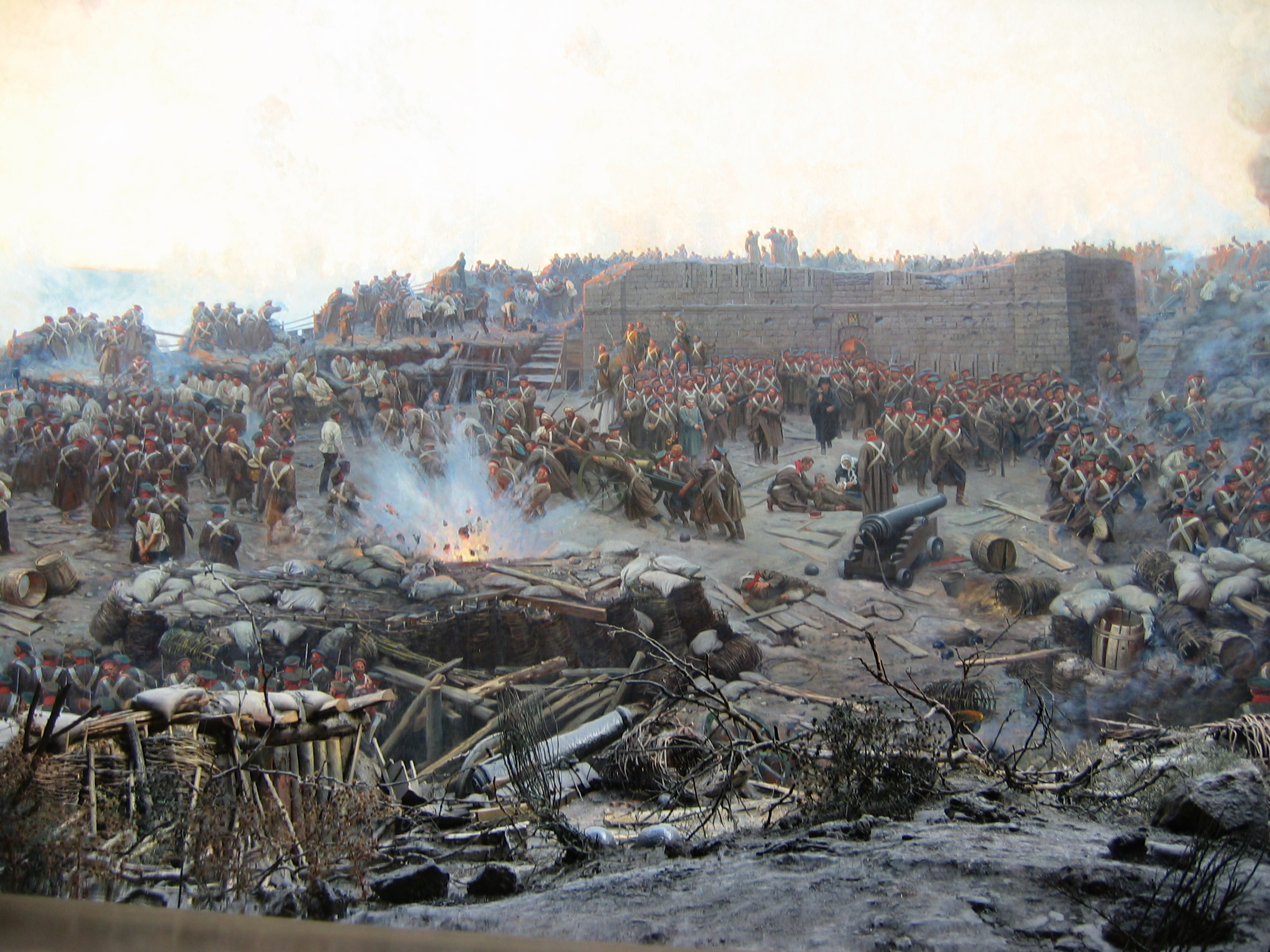
Фрагмент панорамы
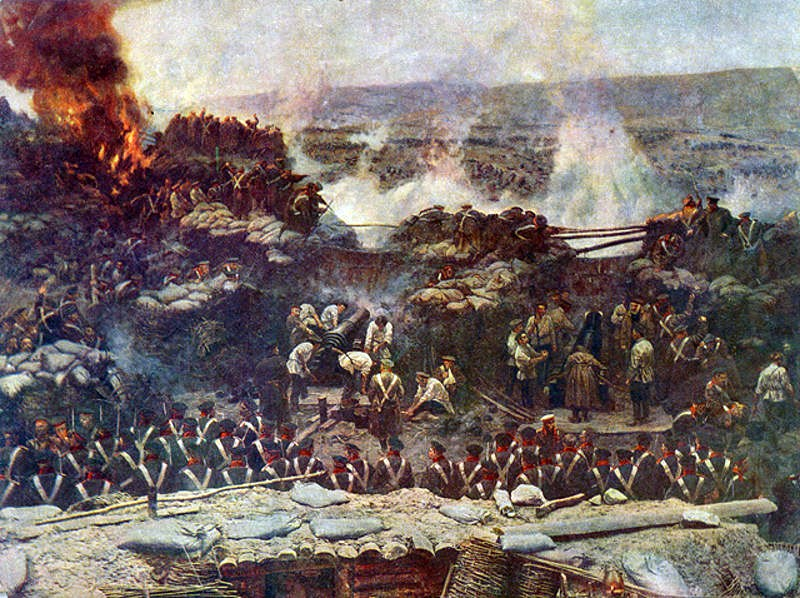
Фрагмент панорамы